# Antoni Łaciak
Antoni Jan Łaciak (* 23. Juni 1939 in Szczyrk; † 6. Februar 1989 in Katowice) war ein polnischer Skispringer.

## Werdegang
Łaciak bestritt sein erstes internationales Turnier mit der Vierschanzentournee 1961/62. Dabei blieb er jedoch ohne nennenswerte Ergebnisse. Ein Jahr später nahm Łaciak an der Nordischen Skiweltmeisterschaft 1962 in Zakopane teil und gewann von der Normalschanze hinter Toralf Engan die Silbermedaille. Von der Großschanze wurde er am Ende Sechster. Bei der Vierschanzentournee 1962/63 erreichte er durchweg gute Ergebnisse und in Garmisch-Partenkirchen mit dem 8. Platz auch das beste Resultat in einem Springen bei der Tournee. Am Ende belegte er den 7. Platz in der Tournee-Gesamtwertung. In den folgenden Jahren konnte er bei der Tournee diesen Erfolg nicht wiederholen. Łaciak wurde 1963 polnischer Meister von der Normalschanze. Bei den Olympischen Winterspielen 1964 in Innsbruck erreichte er von der Großschanze nach Sprüngen auf 95,1, 99,2 und 91,7 Meter den 34. Platz.

## Erfolge

### Siege bei A-Klasse-Springen
| Nr. | Wettbewerb               | Datum           | Ort        |
| --- | ------------------------ | --------------- | ---------- |
| 1.  | Beskiden-Tour            | 21. Januar 1962 | Wisła      |
| 2.  | Internationales Springen | 13. Januar 1963 | Le Brassus |